# Christoffer Tietze
Christoffer Tietze (Titius), född 1641, död 1703, var en tysk präst, verksam i Nürnberg. Han var även psalmförfattare och är representerad i den danska Psalmebog for Kirke og Hjem.